# Vogel-Bau
Die Vogel-Bau GmbH wurde 1927 als Straßenbaufirma gegründet. Das heute in dritter Generation familiengeführte Unternehmen aus Lahr ist mittlerweile eine Firmengruppe und in mehreren Baubereichen tätig.

## Organisation
Zur Unternehmensgruppe Vogel-Bau gehören folgende Gesellschaften:
- Vogel-Bau GmbH[3], Lahr
- Meurer-Bau GmbH & Co. KG, Lahr
- Walther-Keune Bau GmbH & Co. KG, Freiburg
- Schwarzwälder Betonfertigteile-Werk Lahr GmbH & Co. KG
- Fertigbau Wochner GmbH & Co. KG, Dormettingen
- Betonfertigteilewerk Linkenheim GmbH & Co. KG
- Köhler-Bau GmbH & Co. KG, Karlsruhe
- Vogel-Bau Schüttgut-Recycling GmbH & Co. KG, Lahr
- Kranverleih und Montagebau Link GmbH & Co. KG
- Vogel-Bau Beteiligungsgesellschaft

## Geschichte

### 1927–1948
Am 8. November 1927 wurde die Einzelfirma Otto Vogel, Pflaster- und Straßenbau, in der Schützenstr. 55 in Lahr/Schwarzwald gegründet. 1938 wurde ein Kieswerk in Ottenheim am Rhein errichtet und im Jahr 1939 erwarb Otto Vogel das Areal der Maschinenfabrik Clemens & Stegen in Lahr-Dinglingen und verlegte den bisherigen Betrieb in die dort vorhandenen Gebäude. Später wurden Grundstücke zugekauft und bauliche Erweiterungen vorgenommen. Heute hat die Verwaltung der Unternehmensgruppe in der Dinglinger Hauptstraße ihren Sitz. Im Jahre 1945 begann die Firma Otto Vogel wie alle Baufirmen in Deutschland mit dem Wiederaufbau. 1948 wurde das Kieswerk Ottenheim im Gewann „Rappenköpfle“, westlich der Zufahrtsstraße zum Rhein, neu aufgebaut. Noch heute befindet sich dort das Werk Ottenheim. Das Werk erhielt Gleisanschluss und eine Schiffsverladeeinrichtung.

### 1953–1961
Im Jahr 1953 wurde eine Kiesentnahmestelle auf der Gemarkung Allmannsweier eröffnet. 1954 wurde am Schönberg bei Lahr das Porphyrwerk „Rebio“ in Betrieb genommen und Otto Vogel führt durch eine Empfehlung an die zuständige Behörde eine neue Straßenbauweise ein. Er empfahl den Unterbau der Versuchsstrecke Kürzell-Allmannsweier mit einer 15 cm dicken Bitumentragschicht aus Kiessand (0/30 mm) in drei Lagen auszuführen. Das Straßenbauamt Offenburg beauftragte daraufhin eine 1 km lange Erprobungsstrecke anzulegen. Die Ergebnisse der Erprobungsphase übertrafen die Erwartungen. Die Bauweise ist bis heute der bundesweit übliche Standard. 1955 wurde eine Teermischanlage zur Herstellung von Schotter- und Mischmakadam für den Straßenbau auf dem Schönberg aufgestellt. 1956 wurde erstmals Kies auf dem offenen Rhein verladen. Der Frachter „Roveredo“ war das erste Schiff, das an der firmeneigenen Verladestelle beladen und abgefertigt wurde. Für die Schiffsverladung wurde vom Werk Ottenheim zum Rhein ein 1,5 Kilometer langer Kanal, der „Vogel-Kanal“, angelegt. 1958 fand die Eröffnung der Kiesentnahmestelle auf der Gemarkung Ettenheim statt. 1961 baute die Firma Otto Vogel ein Kieswerk auf der Gemarkung Langenwinkel.

### 1965–1971
1965 entstand das Kieswerk in Riegel. 1967 wurden die Arbeiten für den Bau eines Kieswerkes in Lahr-Kippenheimweiler aufgenommen und ein Jahr später entstand auf dem Gelände ein Asphaltmischwerk und wiederum ein Jahr später wurde ein vollautomatisches Betonmischwerk errichtet. Grund- und Zuschlagsstoffe wie Kies, Sand, Zement und Wasser werden gewogen und miteinander vermengt. Der Beton wird in Transportbetonmischern zu den Baustellen gefahren. 1968 wurde in Renchen-Maiwald die Straßenbauniederlassung Otto Vogel KG gegründet und 1 Jahr später ging hier ein Asphaltmischwerk in Betrieb. 1970 wurde in Nonnenweier eine Kiesentnahmestelle in Betrieb genommen und im gleichen Jahr wurde eine Straßenbau-Zweigniederlassung in Freiburg-Hochdorf gegründet. 1970 gab es eine Laborerweiterung in Kippenheimweiler für die Bestimmung von Rezepturen und Überwachung der Betonaufbereitung. 1971 entstand im Kieswerk Kippenheimweiler eine Baumaschinen- und Kraftfahrzeugwerkstätte mit Schlosserei, Lackiererei und Bremsprüfstand. Dort befindet sich noch immer das „Herzstück“ des Fahrzeug- und Maschinenparks inklusive Bauhof.

### 1973–1980
1973 wurde das Schwarzwälder Beton-Fertigteile-Werk im Kieswerk Kippenheimweiler gegründet und es wurde eine Kiesentnahmestelle für Schüttkies in Köndringen eröffnet. Ebenfalls nahm das Asphaltmischwerk auf dem Gelände des Kieswerkes Riegel seine Arbeit auf. Am 21. August 1974 schied der Firmengründer Otto Vogel mit 72 Jahren als persönlich haftender geschäftsführender Gesellschafter aus dem Unternehmen aus. Im selben Jahr wurde in der Firma Vogel-Bau erstmals eine EDV-Anlage eingesetzt und die Firma Otto Vogel erwarb die Beteiligung an der Firma Moräne (Kieswerk Schuttern) mit einem Gleisanschluss an die Deutsche Bahn. 1974 wurde die 1970 gegründete Zweigniederlassung in Hochdorf nach Bötzingen an den Kaiserstuhl verlegt. 1976 wird das Bauunternehmen Hermann Meurer KG in der Gärtnerstraße in Lahr von der Otto Vogel KG übernommen und auf der Gemarkung Kenzingen, im Gewann „Haide“, wurde im gleichen Jahr ein Kieswerk eröffnet. 1977 wird im Kieswerk Riegel eine Transportbetonmischanlage aufgebaut. Am 15. Juli 1977 wurde mit 3 anderen Firmen ein Beteiligungsvertrag an der Asphaltmischanlage im Rheinhafen Karlsruhe geschlossen. Vertragsgegenstand: Errichtung eines Asphaltmischwerkes. Am 20. Mai 1980 verstirbt Otto Vogel mit 78 Jahren und am 1. Juli wurde die heutige Vogel-Bau GmbH gegründet.

### 1982–1994
1982 wird die Produktion von SBL in eine neue größere Halle verlegt und das Kieswerk Söllingen wird übernommen. 1984 erwarben die Gesellschafter Armin und Doris Kopf die Straßenbaufirma Erwin Köhler in Karlsruhe. 1985 der Umzug der Bitumenmischanlage KHW nach Ottenheim und Aufbau eines Fräsbrechers zum Recyceln von Straßenaufbruch. 1986 der Umzug des Lagers von Meurer-Bau von Lahr nach KHW und Bau einer Lagerhalle auf dem Bauhof. 1990 wurde auf dem ehemaligen Kieswerksgelände Langenwinkel ein Recyclingwerk für Bauschuttaufbereitung errichtet. 1991 gründeten die Gesellschafter das Unternehmen Vogel-Bau Schüttgut-Recycling GmbH und im gleichen Jahr wurde mit zwei anderen Gesellschaften die Bauschutt-Recyclinganlage in Maiwald/Achern gegründet. Ebenfalls nahm im Kieswerk Riegel ein weiteres Bauschutt-Recyclingwerk seinen Betrieb auf. 1991 wurde in Ottenheim ein neues Kies- und Edelsplittwerk mit Schiffsverladeanlage seiner Bestimmung übergeben. Ein Jahr zuvor wurde im Kieswerk Ottenheim eine Schlosserei errichtet. 1994 wurde das Abbruchunternehmen Walther Keune-Bau (WKB) aus Freiburg eingegliedert. Hierbei konnten gleichzeitig Anteile an der Freiburger Erdaushub- und Bauschuttaufbereitungs GmbH (FEBA) erworben werden. Ebenfalls wurde 1994 das Porphyrwerk Reichenbach der Familie Friedrich in die VB-Unternehmensgruppe integriert.

### 1996–2006
1996 errichtete die VBR im Kehler Hafen ein stationäres Bodenwaschzentrum. 1997 richtete die VBR auf dem Lahrer Flugplatzgelände eine Annahmestelle für teerstämmigen Straßenaufbruch ein, welcher anschließend für den Straßenbau im Sondermischverfahren wieder aufbereitet wird. 1998 erwarb die Unternehmensgruppe das Kieswerk Ohnemus in Rust und nahm den Betrieb wieder auf. Außerdem wurde in Frankreich das Unternehmen VB-Recyclage Environment Strasbourg (VBRE) gegründet. 1999 erwarb die Unternehmensgruppe das Erdbau- und Abbruchunternehmen Zlöbl in Eislingen bei Stuttgart (ab da Vogel-Bau Eislingen (VBE)). 2000 wurde von der Firma Watter aus Lahr die Restauskiesung des Kieswerkes Ettenheim übernommen und im gleichen Jahr richtete die VBR einen Containerdienst ein. 2003 wurde die Vogel-Bau Holding zu gründen. Am 1. April 2006 wurde mit diversen Partnern der Grundstein der Baupartnergruppe in Rumänien (Ploiesti) gelegt. Die Gesellschaft begann ihre Tätigkeiten im Roh- und Schlüsselfertigbau. Am 30. Juni 2006 schied Armin Kopf aus der Geschäftsführung aus und Bernd Kopf wird alleiniger geschäftsführender Gesellschafter. 2006 wird die Firma „Bautechnik“ (Maschinenverleih) in Rumänien und innerhalb der SBL die Abteilung SF-Bau gegründet. Außerdem wird die Firma „Bauelemente“ in Rumänien gegründet.

### 2007–2018
Mit der Gründung der Baustrada, die im rumänischen Infrastrukturbereich tätig ist, wurde am 22. Mai 2007 ein weiterer Grundstein der Baupartnergruppe gelegt. Am 19. Februar 2008 wird eine Beteiligung am Matschelsee bei Kürzel erworben und am 1. Juli das Betonfertigteilewerk Linkenheim erworben sowie die Firma BWL gegründet. Am 23. Februar 2009 wurde die VBE durch Betriebsaufgabe beendet und im März 2009 ging der neue Betonturm mit angeschlossener Kübelbahnanlage bei SBL in Betrieb. Am 20. November wurden die Anteile an der Baupartnergruppe in Rumänien verkauft und im September wurde der Auftrag zur Restauskiesung des Sentigsee in Achern erteilt. 2011 Bau einer Sandaufbereitungsanlage im Werk Riegel. 2012 Übernahme der gesamten Sebastian Wochner GmbH aus Dormettingen und Gründung der Fertigbau Wochner GmbH & Co. KG. Die „Maiwaldwiesen“ werden 2012 in den Regionalplan aufgenommen. Außerdem Kauf, Bau und Inbetriebnahme einer neuen Asphaltmischanlage in Riegel sowie Bau einer Fräsmaterialannahmehalle. Am 19. Juli 2013 verstirbt der Seniorchef Armin Kopf im Alter von 77 Jahren. Am 14. Juli 2015 erfolgt der Spatenstich für ein FBW-Musterhaus in Rheinhausen bei Rust. Am 1. April erfolgte die Übernahme der Firma Link aus Ottmarsheim. 2017 Errichtung einer neuen Asphaltmischanlage mit Recyclingplatz in Lahr und Erweiterung der Kfz-Werkstatt in Kippenheimweiler sowie Bau eines Arbeiterwohnheimes in Schömberg bei Balingen. Im Februar 2018 ziehen die ersten Bewohner in das Wohnheim ein.

## Dienstleistungen und Produkte
Die Betriebe der Vogel-Bau-Gruppe sind in vielen Baubereichen tätig. Im Kern steht bis Heute der Straßen- und Tiefbau. Im Rahmen des Infrastrukturbaus plant und erstellt Meurer-Bau aus Lahr, Brücken und andere Ingenieurbauwerke. Vogel-Bau gestaltet öffentliche Plätze und Außenanlagen. In drei Werken in Baden-Württemberg werden Betonfertigteile hergestellt. Die Firmen FBW und SBL sind unter anderem im schlüsselfertigen Gewerbebau tätig. In Freiburg im Breisgau ist Walther-Keune Bau als Abbruchunternehmen tätig und auf der Zollernalb erstellt Fertigbau Wochner Wohnhäuser und liefert sie aus. Ein traditionelles Geschäftsfeld der Gruppe sind die Rohstoffwerke am Hoch- und Oberrhein, wo insbesondere Kies und Schotter hergestellt werden. Vogel-Bau betreibt darüber hinaus Asphalt-Mischwerke und liefert Transportbeton aus.